# Шанкхаяна-араньяка
«Шанкхаяна-араньяка» — священный текст индуизма на санскрите, одна из Араньяк. Состоит из пятнадцати глав. Главы с третьей по шестую составляют «Каушитаки-упанишаду». Седьмая и восьмая известны как «Самхита-упанишада».
В первых двух главах обсуждается махаврата. В девятой говорится о значении праны. Десятая глава посвящена описанию эзотерического значения обряда агнихотры. Все девы являются неотъемлемыми частями Пуруши, также как Агни связан с речью, Ваю с праной, Солнце с глазами, Луна с умом, части света с ушами и вода с силой. В Араньяке говорится, что индивид, который осознаёт эту связь и, находясь в этом знании, совершает все свои действия, такие как еда, ходьба, разговор и др., удовлетворяя всех дев, тогда всё, что он предлагает им в жертвенном огне, уходит прямо к ним.
В одиннадцатой главе предписываются различные ритуалы, проводимые для предотвращения болезней и смерти. Там также обсуждается влияние снов и их толкование. В двенадцатой главе обстоятельно описываются результаты молитв. В тринадцатой главе изгаляются различные философские темы — в частности, говорится о необходимости отказа от телесной концепции жизни и важности практики шраваны, мананы и нидхи-дхьясаны в сочетании с выполнением аскез, верой и самоконтролем.
В четырнадцатой главе даются всего лишь две мантры. В первой прославляется мантра «Я есмь Брахман» и говорится, что она является самой важной из всех ведических мантр. Во второй мантре объявляется, что человек, который не понимает значение мантр, а просто автоматически их повторяет, подобен животному, не осознающему ценности груза, который оно несёт. В последней главе приводится длинный генеалогический список учителей начиная от Брахмы и заканчивая Гуна-шанкхаяной.